# Adam Frizzell
Adam Frizzell (Greenock, 21 febbraio 1998) è un calciatore scozzese, centrocampista dell'Airdrie Utd, di cui è capitano.

## Carriera

### Club
Esordisce in Scottish Premiership con il Kilmarnock nel 2015. Disputa tre stagioni in massima divisione scozzese, prima di iniziare la girandola di prestiti nelle serie inferiori con Livingston, Queen of the South e Dumbarton. Con quest'ultima si lega una volta svincolatosi dal Kilmarnock, disputando il campionato di Scottish League One. Nel 2021 passa all'Airdrie Utd. Al termine della stagione 2022-2023 contribuisce a ottenere la promozione in Scottish Championship, mettendo a segno un tiro di rigore nella partita finale.

### Nazionale
Nel 2017 ha giocato 5 partite con la nazionale scozzese Under-20.

## Palmarès

### Club

#### Competizioni nazionali
- Scottish Challenge Cup: 1

Airdrie United: 2023-2024